# Nicole Maier
Nicole Maier, född 9 april 2000, är en tysk simmare.

## Karriär
Vid europamästerskapen i simsport 2024 tog Maier brons på 200 meter frisim samt var en del av Tysklands lag som tog brons på både 4×100 meter mixed frisim och 4×200 meter mixed frisim.